# 胡桃のあ
胡桃のあ（くるみのあ、英: Kurumi Noah）は、日本のバーチャルYoutuber（Vtuber）、バーチャルアイドル、ストリーマーである。
Vtuber事務所ぶいすぽっ! Virtual eSports ProjectのIris Black Gamesに所属している。

## 概要
誕生日は2月13日。身長は155cm。愛称はのあちゃん、胡桃、ﾉｱｰ。
キャラクターデザインは、くろくま(オリジナル)、magako(リデザイン)。
『PUBG』で遊んだりしていたぶいすぽっ！ のメンバーから勧誘されたことから所属した。

## 来歴
2020年
- 3月14日、初配信
- 5月24日、2着目の新衣装(私服)を披露。

2021年
- 2月18日、YouTubeのチャンネル登録者数が10万人を突破。
- 8月20日、3着目の新衣装を披露。ママがmagakoに交代。

2022年
- 6月5日、4着目の新衣装(猫耳&シック)を披露。

2023年
- 1月1日、5着目の新衣装(和装)を披露。
- 5月12日、3Dモデルのお披露目放送を実施。
- 9月9日、6着目の新衣装(ルームウェア)を披露。

2024年
- 7月30日、7着目の新衣装(ギャル)を披露。

2025年
- 6月4日、8着目の新衣装(制服)を披露。

## 実績
| 開催日            | ゲーム                | 大会名                         | チーム名                 | メンバー                                                                    | 結果 | 備考              |
| ----------------- | --------------------- | ------------------------------ | ------------------------ | --------------------------------------------------------------------------- | ---- | ----------------- |
| 2021年6月26日     | Apex Legends          | KAGAYAKI杯                     | 白雪レイドを救いたい     | アステル・レダ、白雪レイド                                                  | 優勝 |                   |
| 2021年10月9日     | Apex Legends          | 第7回CRカップ APEX             | CANDY☆POP                | Cpt、常闇トワ                                                               | 優勝 | [ 1 ] [ 5 ]       |
| 2021年12月17日    | Minecraft             | VCC Minecraft                  | TEAM D                   | 花芽すみれ、一ノ瀬うるは、ありさか、SqLA、だるまいずごっど                  | 優勝 |                   |
| 2022年11月12-13日 | VALORANT              | 第4回CRカップ VALORANT         | くまくま☆ぱらだいす      | Cpt、kamito、うるか、橘ひなの                                               | 優勝 |                   |
| 2022年12月3日     | Apex Legends          | Rakuten eSports cup 家電争奪戦 | くまとぺんぎん           | 白波らむね、TIE Ru                                                          | 優勝 |                   |
| 2023年1月21日     | Apex Legends          | 第10回CRカップ APEX            | るるる！                 | える、TIE Ru                                                                | 3位  |                   |
| 2023年3月4日      | Apex Legends          | SBI Neo festival NEXUM 2023    | チームヒカキン           | HIKAKIN、ボドカ                                                             | 3位  |                   |
| 2023年3月10日     | Apex Legends          | えぺまつりトライアスロン       | HIKAKINチーム            | HIKAKIN、Euriece、ハセシン、NIRU、猫麦とろろ、すもも、たいじ、幕末志士 坂本 | 優勝 |                   |
| 2023年4月15日     | Apex Legends          | VTuber最協決定戦 Season5       | めーぷるなっつばにーだよ | 樋口楓、兎咲ミミ                                                            | 優勝 | [ 6 ] [ 7 ] [ 8 ] |
| 2023年4月26日     | Apex Legends          | 第7回 GGC×BOSS CUP             | ぴよぴよ                 | 小雀とと、ハセシン                                                          | 3位  |                   |
| 2023年5月21日     | Apex Legends          | えぺまつり外伝S3               | みこだよチーム           | みこだよ、Zer0                                                              | 2位  |                   |
| 2024年5月12日     | ストリートファイター6 | 第4回CRカップ スト6            | JUSTICE☆FIGHT CLUB       | うるか、Clutchi_Fi、kinako、渋谷ハル、ボンちゃん                            | 優勝 | [ 9 ] [ 10 ]      |
| 2024年5月24日     | ストリートファイター6 | REJECT FIGHT NIGHT Round3      | Team C                   | 乾伸一郎、おぼ、こく兄、ネモ 、YamatoN                                      | 優勝 |                   |
| 2024年9月23日     | Apex Legends          | 山本彩カップ                   | 心白てとチーム           | 心白てと、ハセシン                                                          | 優勝 |                   |
| 2024年10月18日    | Apex Legends          | SCARZCUP Apex Legends vol.4    | チーム 1tappy            | 1tappy、Mainy                                                               | 優勝 |                   |

## 出演
- ReAL eSports News（2022年2月6日・13日、テレビ朝日） ‐ ゲスト出演[11]
- 第１回NASEF JAPAN 全日本高校eスポーツ選手権　公式応援リーダー(2024年1月27日・28日、2月11日・12日)[12]。
- 映画『PLAY!〜勝つとか負けるとかは、どーでもよくて〜』(2024年3月8日、本人役) - 主要人物である小西亘の推しとして登場[13][14]

### MV
- HIMEHINA『V』[15]

## ディスコグラフィ
- 『Choose Your Way』2023年11月10日に配信リリース。2023年10月7日の3Dライブでお披露目。
- 『スターチップフラペチーノ』2024年4月23日リリース。ボーカル:胡桃のあ、作詞:ill.bell、Music & Arrange:DYES IWASAKI イラスト:寺田てら、動画:野良いぬ[16]